# Rick Schmidlin
Richard „Rick“ Schmidlin (* 22. Oktober 1954 in Paterson, New Jersey) ist ein US-amerikanischer Filmschaffender, dessen Werk sich vor allem auf die Erhaltung, Archivierung und Restaurierung alter Filmklassiker oder Rekonstruktion verschollener Filme konzentriert.

## Leben
Rick Schmidlin wurde 1954 als eines von drei Kindern von Marjorie B. Schmidlin und Albert Joseph Schmidlin in Paterson geboren. Er studierte Film am Los Angeles City College.
Schmidlin arbeitete von 1979 bis 1985 als Beleuchter, wobei er zunächst auf dem Sunset Boulevard in West Hollywood im Rockclub Whisky a Go Go tätig war. Später war er in den Vereinigten Staaten und Europa unter anderem für die Beleuchtung auf Konzerten von Bands und Musikern wie X, The Blasters, The Cramps, The Gun Club, Los Lobos, Go-Go’s, Dead Kennedys, PIL, Germs, Romeo Void, The Mutants, Ultravox, Chuck Berry, Big Joe Turner und Jennifer Holliday verantwortlich.
Seit Ende der 1970er Jahre arbeitete er sporadisch auch in der Filmindustrie als Produktionsassistent, Berater und Location Manager. Anfang der 1980er Jahre produzierte er einige Musikvideos für die Punkband X, für die er zuvor bereits als Beleuchter und Tourmanager gearbeitet hatte. In den 1980er und 1990er Jahren war er als Archivar der Rockband The Doors tätig. 1987 produzierte Schmidlin die Doors-Konzertdokumentation Live at the Hollywood Bowl. Es folgten weitere Projekte für die Band, darunter 1999 das Video The Doors Collection mit einer Zusammenstellung von Kurzfilmen, Interviews und Konzertmitschnitten. Daneben arbeitete er in den 1980er Jahren auch für Frank Zappa, den er bei Videoproduktionen für dessen Archiv unterstützte.
Von 1987 bis 1992 produzierte Schmidlin mit dem Easyriders Video Magazine ein als Abo-Service verfügbares Video-Magazin und produzierte und filmte diverse Promotionvideos für Harley-Davidson. Daneben arbeitet er auch als Restaurator von Laserdisc-Veröffentlichungen.
1998 überzeugte Schmidlin den Filmverleih Universal Pictures, eine neue Version von Orson Welles′ Film Im Zeichen des Bösen zu erstellen. Der Film war gegen den Willen des Regisseurs 1958 vom Studio drastisch gekürzt und umgeschnitten worden, wogegen Welles in einem 58-seitigen Memorandum protestiert hatte. Schmidlin konnte das komplette Memorandum ausfindig machen und den Filmeditor Walter Murch für das Projekt gewinnen, der nach Welles Ausführungen im Memorandum den Film so schnitt, wie er auf Basis des verfügbaren Materials bestmöglich dem Willen des Regisseurs entsprechen konnte.
Schmidlin und Murch waren auch in die Restauration des The Dickson Experimental Sound Film aus dem Jahr 1894 involviert.
Im Jahr darauf produzierte Schmidlin für Turner Classic Movies mit Hilfe hunderter Standfotos und verschiedener Kopien des Films auf Basis des 330 Seiten langen Originaldrehbuchs eine 243 Minuten lange Fassung von Erich von Stroheims Stummfilm Gier, den das Studio zur Veröffentlichung im Jahr 1924 von ursprünglich 9 Stunden auf 143 Minuten gekürzt hatte. Während der Recherchen für den Film stieß er auf einen Teil des Nachlasses von Stroheims, den die Schwester der letzten Lebensgefährtin von Strohheims in Frankreich verwahrt hatte. Das Archiv enthielt über 4.000 Fotografien, diverse Originaldrehbücher, die private und berufliche Korrespondenz von Stroheims sowie Entwürfe und Notizbücher. Schmidlin überzeugte Jacqueline Keener, das Archiv der Margaret Herrick Library zu spenden, die bereits 1993 vom Sohn des Regisseurs Josef von Stroheim einen anderen Teil des Nachlasses erhalten hatte. Auf Basis des Materials kuratierte er auch drei Ausstellungen über von Stroheim in der Academy of Motion Picture Arts and Sciences sowie in Bonn und Potsdam.
Für seine Verdienste um die Wiederherstellung der ursprünglichen Versionen von Im Zeichen des Bösen und Gier wurde Schmidlin mit mehreren Preisen ausgezeichnet.
2001 veröffentlichte Schmidlin eine komplett neu erstellte Version der Filmdokumentation Elvis – That’s the Way It Is, für die er fast 20.000 Meter Original-Negativmaterial sichtete und zahlreiche Sequenzen daraus in den Film integrierte. Im Gegenzug schnitt er belanglose Fan-Kommentare aus dem Film. Die neue Version des Films basierte zur Hälfte auf bislang unveröffentlichtem Material und zeigte unter anderem vier weitere Musikstücke. Die Schnitte und der Ton wurden an aktuelle technische Standards angepasst.
Sein nächstes Projekt war die Rekonstruktion des verschollenen Filmes Um Mitternacht (1927) von Tod Browning, für den er etwa 200 Standbilder nutzte, um auf Basis des Drehbuchs eine 48 Minuten lange Fassung zu schaffen.
Im Jahr 2005 zog Schmidlin nach Vancouver. Dort unterrichtete er als Adjunct Professor an der University of British Columbia in der School of Library, Archival, and Information Studies. Im August 2014 zog Schmidlin ins texanische Bryan.
Im Jahr 2015 restaurierte Schmidlin Irvin Willats Stummfilm The Grim Game (1919) mit Harry Houdini in der Hauptrolle. Der zuvor als verschollen geltende Film wurde von Schmidlin auf Basis einer neu entdeckten Kopie restauriert.
Seit dem Jahr 2018 leitet er in Bryan als Manager das Kino New Queen Theatre.
Schmidlin ist mit der Bibliothekswissenschaftlerin Francesca Marini verheiratet.

## Filmografie
- 1977: Opening Night (Spielfilm; Produktionsassistent)
- 1978: Laserkill – Todesstrahlen aus dem All (Spielfilm; Assistent)
- 1980: The Big Red One (Spielfilm; Berater)
- 1981: Urgh! A Music War (Konzertdokumentation; Konzertbeleuchtung)
- 1982: Der Mann ohne Gnade (Death Wish II; Spielfilm; Darsteller)
- 1986: Freiwurf (Hoosiers; Spielfilm; Location Management)
- 1986: X: The Unheard Music (Konzertdokumentation; Konzertbeleuchtung)
- 1986: Die Fliege (The Fly; Spielfilm; Assistent des Produzenten)
- 1987: The Doors: Live at The Hollywood Bowl (Konzertdokumentation; Produzent)
- 1988: Moving – Rückwärts ins Chaos (Moving; Spielfilm; Assistenz des Location Managements)
- 1998: Im Zeichen des Bösen (Touch of Evil; Spielfilm; Rekonstruktion der ursprünglichen Version; Produzent)
- 1999: Gier (Greed; Spielfilm; Rekonstruktion der ursprünglichen Version; Produzent)
- 1999: The Doors Collection (Zusammenstellung von Kurzfilmen, Interviews und Konzertmitschnitten der Rockband The Doors; Produzent und Regisseur)
- 2000: The Third Mind (Dokumentarfilm; Co-Produzent)
- 2000: Love Her Madly (Spielfilm; Produzent)
- 2001: Elvis – That’s the Way It Is (Konzertdokumentation; Neuschnitt des Films; Produzent der neuen Version)
- 2002: Um Mitternacht (London After Midnight; Spielfilm; Zusammenstellung von etwa 200 Standbildern, zur Rekonstruktion des verschollenen Filmes; Produzent und Regisseur der restaurierten Version)
- 2015: The Grim Game (Stummfilm; Restauration des zuvor als verschollen geltenden Films auf Basis einer erhaltenen Kopie)

## Auszeichnungen
- 1998: Los Angeles Film Critics Association Awards – Spezielle Erwähnung, mit Walter Murch, Jonathan Rosenbaum und Bob O'Neil „für die Restaurierung von Orson Welles’ Film Im Zeichen des Bösen“ (1958)
- 1998: New York Film Critics Circle Awards – Special Award „für die überarbeitete Version von Im Zeichen des Bösen“ (1958)
- 1999: Los Angeles Film Critics Association Awards – Spezielle Erwähnung, mit Roger Mayer von Turner Classic Movies „für ihre akribische Rekonstruktion und Vermarktung“ von Erich von Stroheims Film Gier aus dem Jahr 1924.
- 2002: Rondo Hatton Classic Horror Awards – Restoration of the Year für die Rekonstruktion von Tod Brownings Film Um Mitternacht (1927)